# Dina Kochetkova
Dina Kochetkova, née le 27 juillet 1977 à Moscou (RSFS de Russie), est une gymnaste artistique russe. 

## Palmarès

### Jeux olympiques
- Atlanta 1996
  -  médaille d'argent au concours par équipes

### Championnats du monde
- Brisbane 1994
  -  médaille d'or au sol
  -  médaille de bronze au concours général individuel
  -  médaille de bronze aux barres asymétriques

- Dortmund 1994
  -  médaille de bronze au concours par équipes

- San Juan 1996
  -  médaille d'or à la poutre

### Championnats d'Europe
- Stockholm 1994
  -  médaille d'argent au concours général individuel
  -  médaille d'argent au concours par équipes
  -  médaille de bronze au sol